# Dólmen de Matança

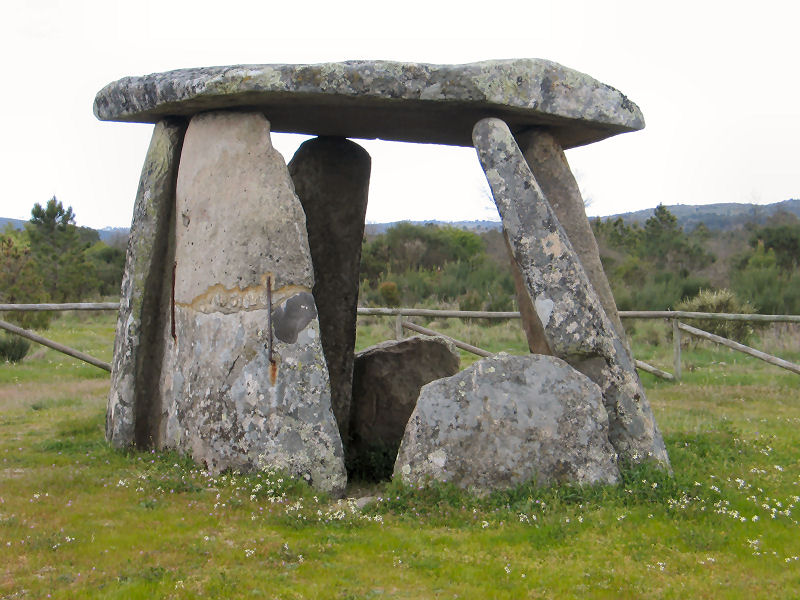
Dólmen de Matança, visto do lado oeste.

O Dólmen de Matança, também referido como Orca de Corgas da Matança, está situado na zona sul da freguesia de Matança, município de Fornos de Algodres, na província da Beira Alta, região do Centro e sub-região da Serra da Estrela, junto da estrada que liga aquela freguesia à sede do município.
A sua construção remonta ao final do neolítico (cerca de 2900-2640 a.C) e crê-se um legado dos povos Celtas que habitaram a região. Apresenta câmara funerária de nove esteios, alguns dos quais exibem o que parecem ser restos de gravuras. Não apresenta mamoa. Inicialmente estudado por José Leite de Vasconcelos em Setembro de 1896. Por ele foram aqui encontrados vários artefactos, posteriormente transferidos para o Museu Etnográfico Português, actualmente Museu Nacional de Arqueologia.
Está classificado como Imóvel de Interesse Público desde 1961.